# 暹羅泰族
泰族，又稱小泰族，也稱為暹羅泰族、暹羅泰國人或者，華裔泰國人慣稱中部泰族，狹義指泰國中部地區、南部地區、呵叻府、緬甸德林達依省的傣族和緬甸的阿瑜陀耶人（祖籍在暹罗中部的緬甸傣族人），為泰語民族的一支。在政治上指在所有的泰國民族，這包含所有泰化的人民，如伊森人、泰沅、華裔、波斯裔泰國人、高棉裔、葡萄牙裔泰國人等。

## 歷史

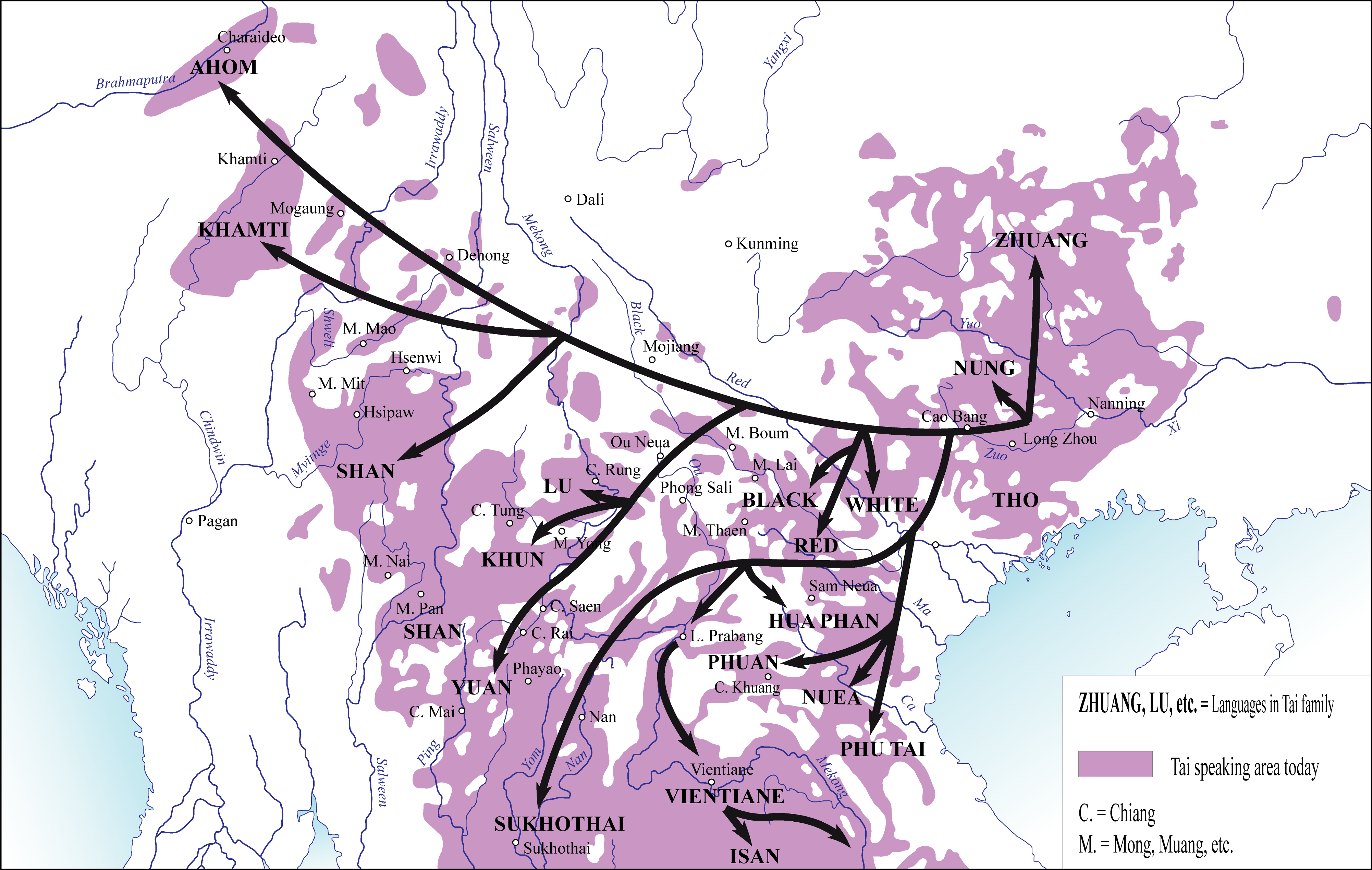
泰語使用者之遷移路徑

從廣西納入漢朝版圖之後，隨著中原王朝對嶺南的土著壯族地區統治的日益加強，漢人到嶺南參與開發的日漸增多，漢文化的傳播更加廣，但受漢文化低的壯族先民仍居住在嶺南西部。結合歷史語言學的研究，可以推斷出泰族與壯族的分化也是在這個漫長的郡縣時代開始的。
中原王朝勢力的南下，迫使一部分壯族先民紛紛南遷，通過廣西的西江流域進入了越南的紅河流域，然後又受到了早已經定居於此的越南京族先民的排擠，又不得不越過紅河流域向西進入中南半島中西部地區，沿左江流域-紅河流域-寮國高原-泰國中部平原等一條長線，形成了所謂的「壯泰走廊」。在經過漫長歲月的發展之後，這些率先南遷的壯人先民逐漸征服了當地的孟族和其他大大小小原始森林部落，在相當於中國宋朝的時候，首次建立起屬於這個民族的統一政權——素可泰王朝，其後在周邊地區建立起了其他大大小小的泰族政權，形成現在的泰族和老族先民的政權。這些政權大都受到了這片土地的土著——孟人的影響，在宗教文化上也受到了孟人長久信仰的上座部佛教的洗禮，泰-老民族開始形成了全民信仰上座部佛教的局面。
公元十三世紀中後期，泰族和勐泐王國也先後被蒙古大軍占領，導致大量泰族再一次南遷西進，間接增強了南部、西部眾泰族小邦國的實力。後因蒙古戰線擴大，留守的泰族在反抗蒙古大軍中逐漸占據優勢，逐漸穩定了今雲南西部、雲南西南部、緬甸北部等廣大地區；歸附蒙古人的也無聲無息地恢復獨立，統治著今雲南南部及接壤的寮國、緬甸小部分地區。
進入千禧年後，泰族本身之特性隨著逐漸遠離戰爭的時代而有了改變，不再執著強調國王、國家的政治觀點，漸漸回歸到自身，著重於本土文化及接納族群多元的現況，特別從觀光發展的角度來看，這樣的趨勢更是顯而易見。在大部分泰族多生活於泰國境內的情況下，泰國現階段的政體也使得泰族人民處於一個既一致擁有尊望特性的協調，卻又渴望追求民主平權的矛盾氛圍中。

## 人口
泰族人口主要分布在中國西南部、印度東北部、越南西北部、高棉西北部、緬甸中北部、寮國、泰國等地區。泰族人也普遍散佈在東南亞的其他地方，中華人民共和國、中華民國、寮國、馬來西亞、新加坡、韓國、德國、英國、美國、加拿大、澳洲、瑞典、挪威、利比亞、阿拉伯聯合大公國等地亦可以發現泰族人的蹤跡。
全球有泰族人口約6500萬，而其中4700萬位於泰國境內，占泰國總人口的75%左右，是泰國的主體民族。

## 語言
泰族語言屬於東亞壯侗語系壯傣語支。泰族文字源於古印度的婆羅米文。被東南亞各民族所吸收後，泰族人以東南亞各種文字創製了泰文。又因其歷史脈絡分化出不同的方言，分為暹羅方言、蘭納方言、大泰方言三大方言。三大方言中又分化出更多樣的地方方言，而泰語各大方言都有共同的語法結構，其發音則會因部落距離差距而有所落差。

## 社會
村寨，為泰族的根本。每個泰族村寨由十幾戶至上百戶人家所組成，上千戶的大寨也許會叫「勐」，但其社會組織構成的主體還是村寨。以村寨頭人為首的幾個領導者對普通村民有管理權，享有較多的物質補助以及尊敬。平時耕織以家為單位，當村寨有大事時則由全寨協力進行。

### 婚姻

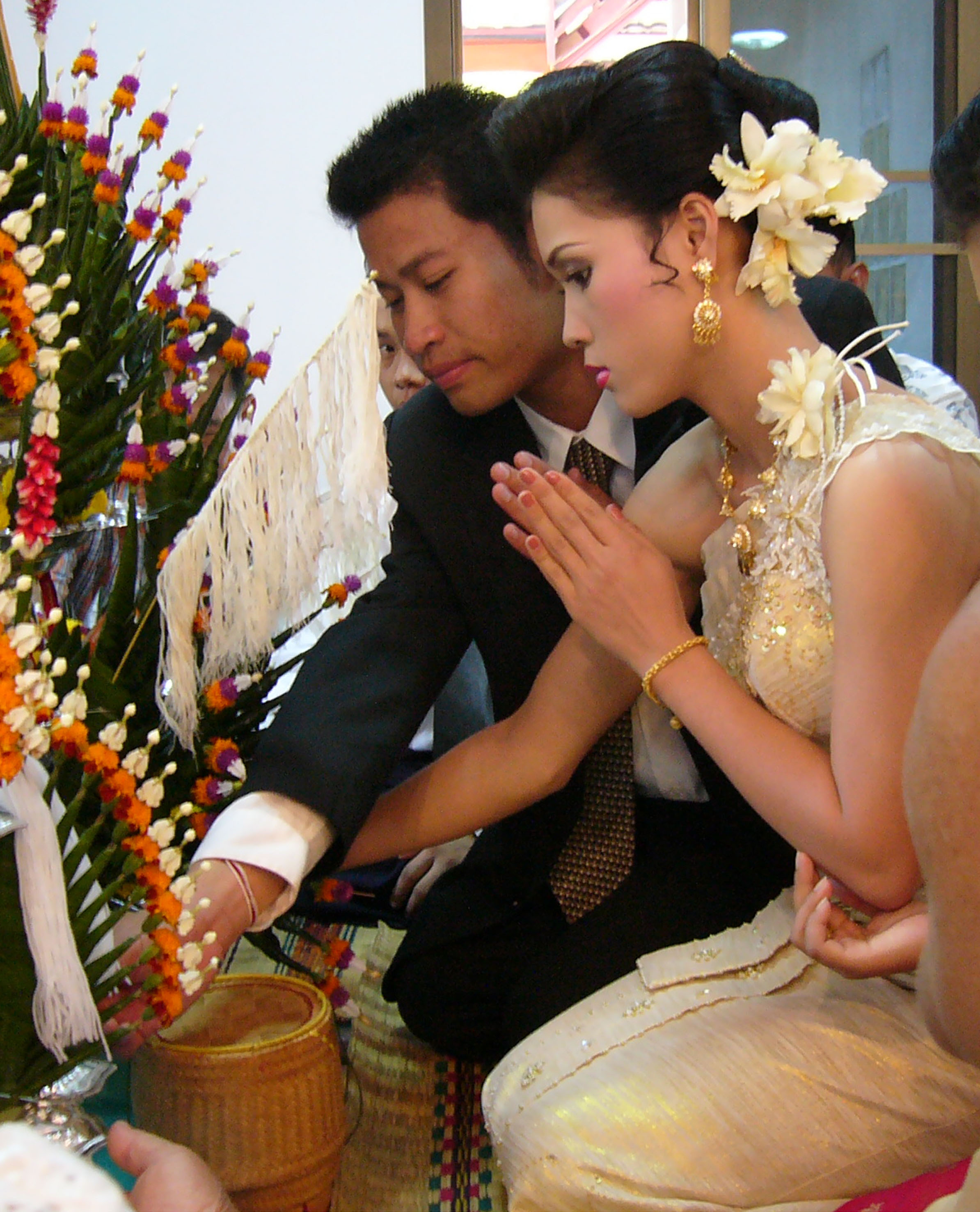
泰族婚姻

泰族的傳統婚姻習俗，從提親到正式婚禮可歷時數年，經歷多種儀式。依序是擇偶、提親、暖館、同被、束髮、上門、謝恩宴、正式婚禮、買姓儀式。泰族青年自由戀愛風氣盛，如確定伴侶後則進入一連串的儀式，儀式最後，新娘改隨夫姓，成為夫家的正式成員。婚禮儀式到此才正式結束。

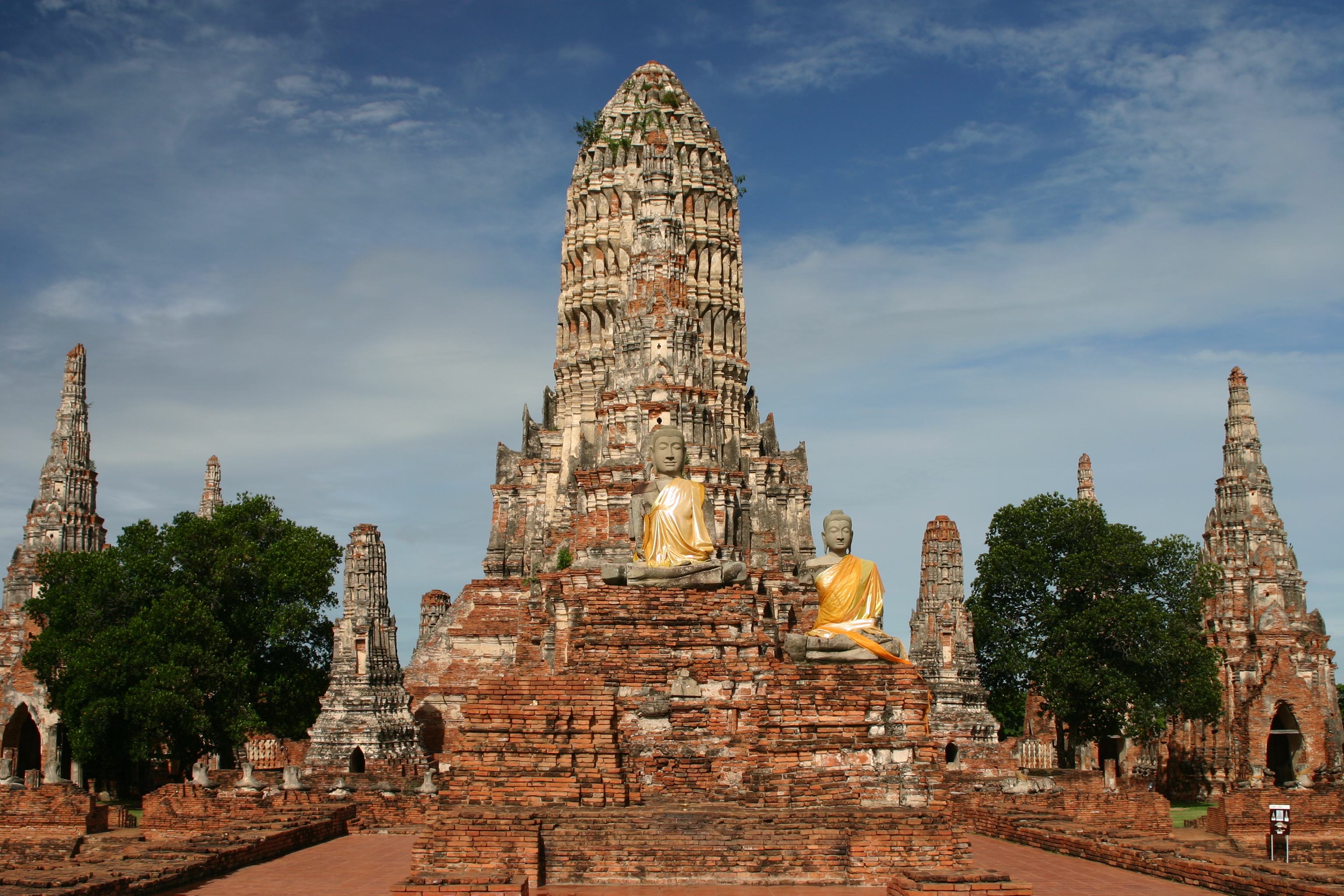
泰族寺廟

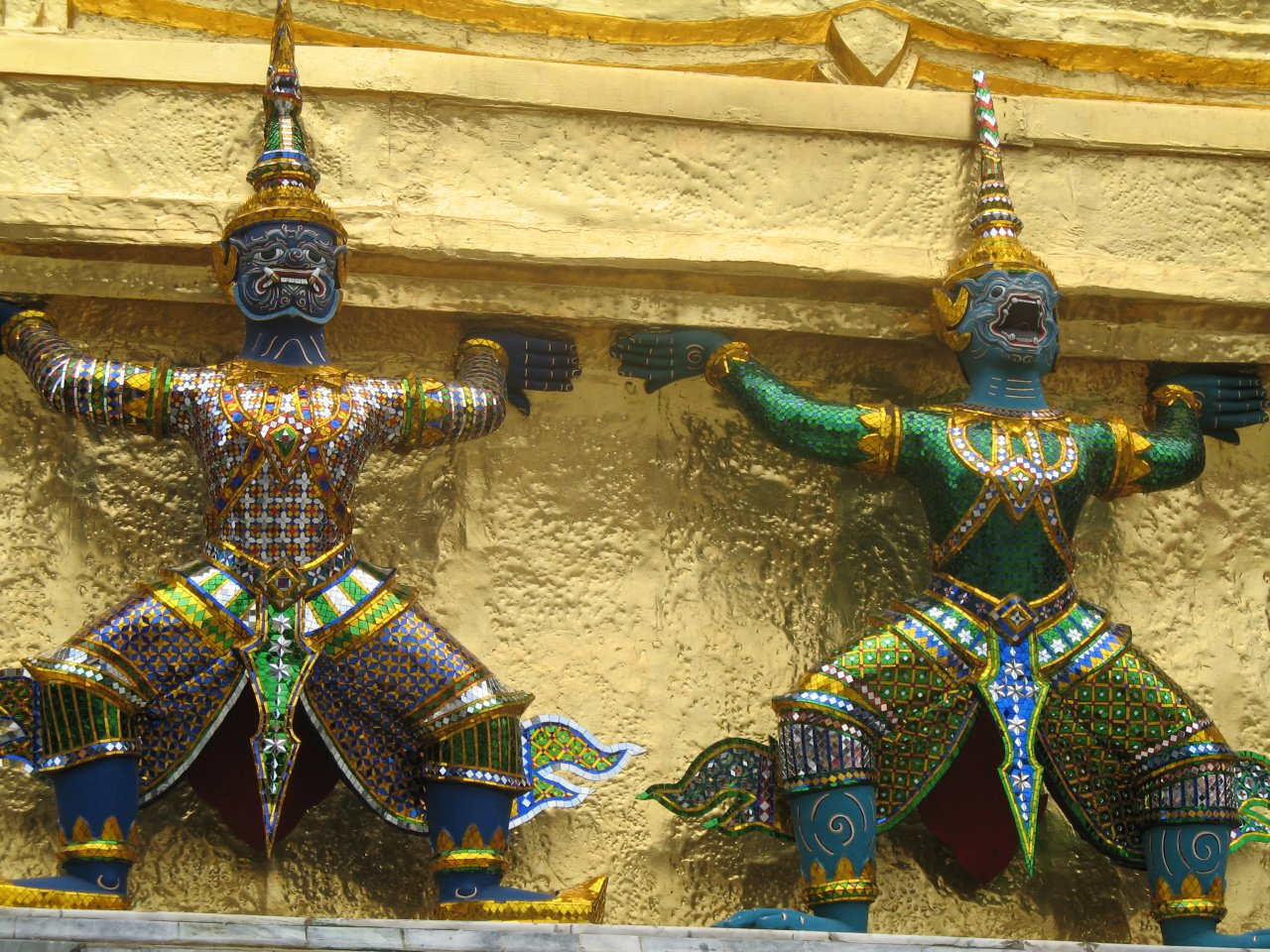
泰族寺廟雕飾

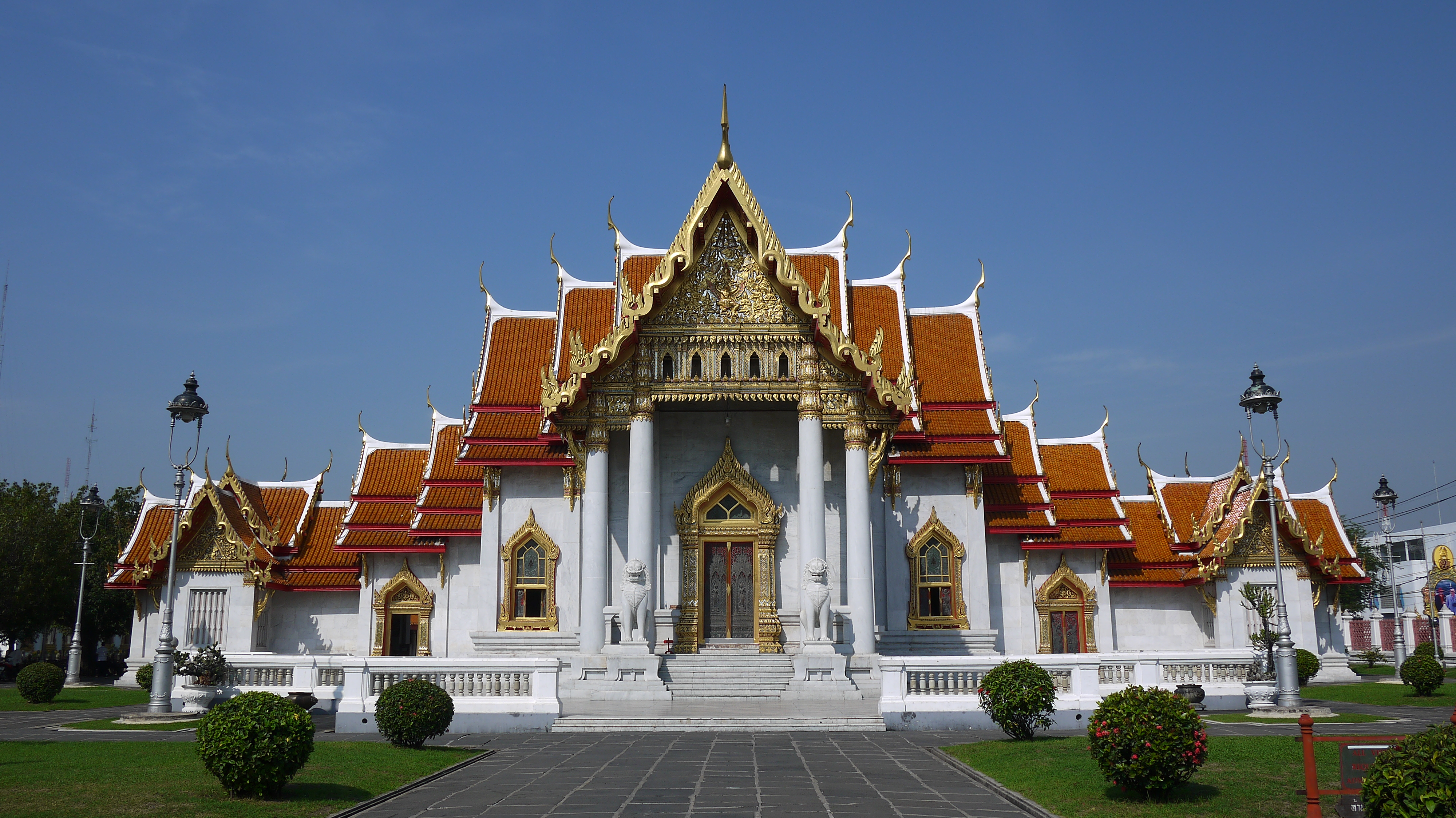
雲石寺（大理石寺廟）

### 產業
泰族主要以農業為主，其中水稻是最重要的農作物，泰族會進行播種、犁田，並能夠自給自足，其他的農產品有橡膠、穀物、蔗糖以及魚類等等。

## 文化

### 信仰
現代泰族人大多是信仰佛教的佛教徒，信仰的佛教為上座部，同時也包括信仰自身祖先的祖先信仰，還有泰國古時民間傳說的其他信仰，並且有超過90％的泰國國民宣稱自己是佛教徒，19世紀的蒙庫德國王的「正統改革」以及蘭甘亨國王的統治以來，就是以斯里蘭卡上座部佛教為主要的信仰。
除了佛教之外，印度教也在泰國文化上留下了一些影響，部分泰族崇拜象頭神、濕婆、毗濕奴以及梵天等印度教神祇，他們認為這些信仰和佛教信仰之間並不具衝突。除了佛教和印度教之外，還有200萬泰族人信奉伊斯蘭教，以及少數約50萬個泰族人信仰基督宗教（天主教和各種新教教派）。

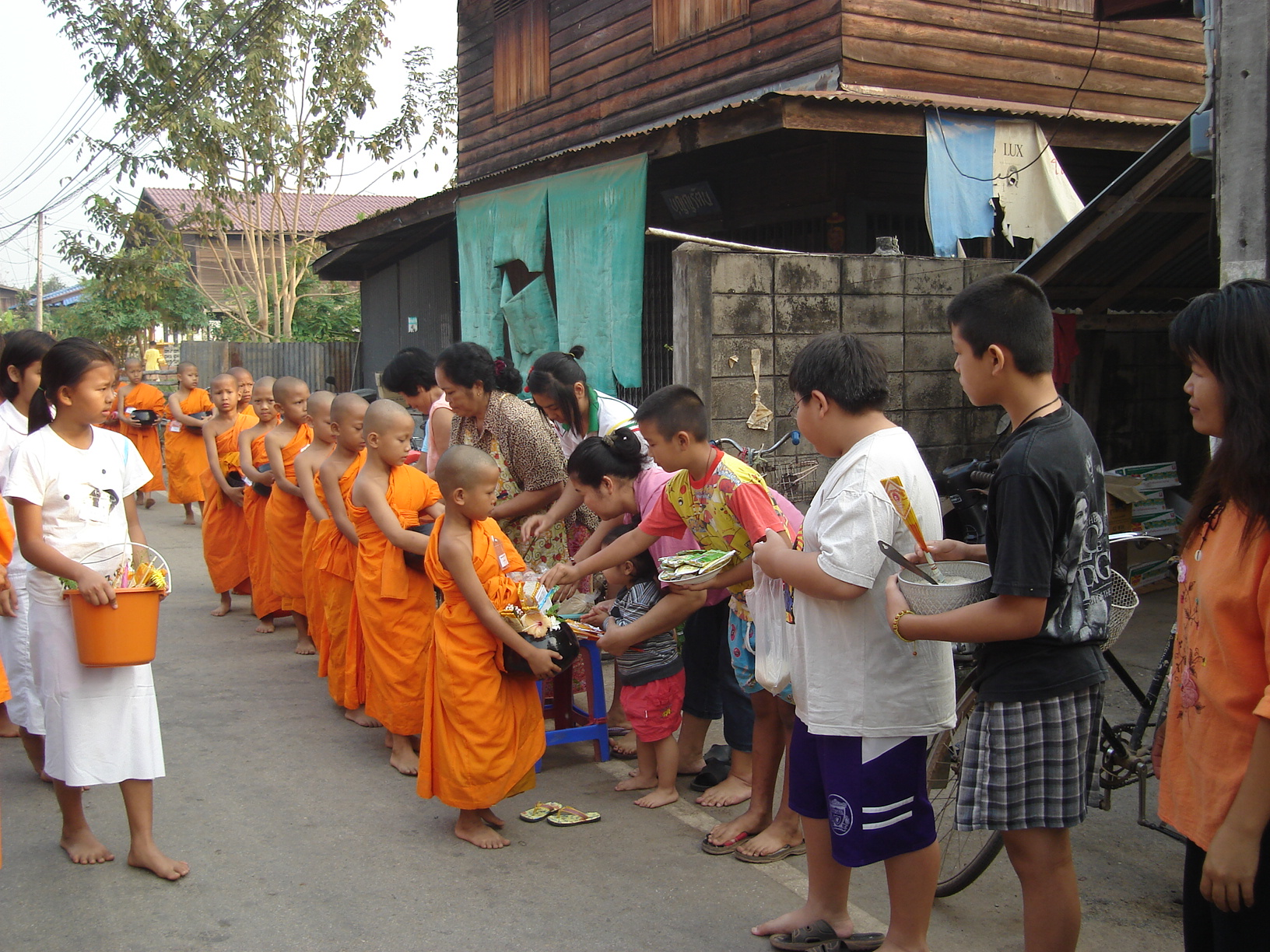
泰族比丘向遊客化緣

### 建築
由於不同文化的影響，泰國的建築一直在改變，除了建造高棉石屋頂寺廟的組合和孟族形式的建築。泰人也引進木造的屋頂，採用彩色磚瓦和陶製飾物。

### 藝術與文學
佛教對泰族社會影響深遠，因此泰族人的生活範圍中時常可以看見佛像，泰族的佛像擁有一些具標誌性的特徵，諸如佛像頭頂的火焰狀飾物、蛋臉、弓狀眉毛、俯視眼、微笑、多裝飾等，並時常以遊行佛為題材。
在近代歌曲中，不時可見歌詞中流露的泰族特性，也就是奠基於「國家、宗教和國王」之尊王、愛國的情操，但也有些歌曲會呈現出政治性及文化性對立的情形。Pi Bird皇家歌曲和水牛樂團都是代表性的例子。

## 註腳
1. ↑  通常華裔泰國人自稱空恭貼（字意：曼谷人），指首都圈與泰國中部地區的當地文化不通。有華裔對本土文化的歧视之意，有首都和鄉下对比的含義，請見首都泰語。